# Янсен, Инге
Инге Янсен (нидерл. Inge Jansen, род. 2 июня 1994 года, Нидерланды) — голландская прыгунья в воду, чемпионка Европы 2019 года.

## Биография
Она представляла голландскую сборную на нескольких чемпионатах мира и Европы по прыжкам в воду. Ее тренирует национальный тренер Эдвин Йондженс, чемпион мира по прыжкам в воду с 1-метрового трамплина в Перте в 1991 году.
На чемпионате Европы по прыжкам в воду в 2017 году в Киеве в синхронных прыжках с 3-х метрового трамплина в паре с Дафной Вилс она завоевала бронзовую медаль. 
На европейском чемпионате в Киеве в 2019 году она выиграла золотую медаль в прыжках с 3-х метрового трамплина, что обеспечило ей лицензию на Олимпийские игры в Токио. Она также заняла шестое место в смешанном командном зачете с соотечественниками Паскалем Фаатцем, Диланом Ворком и Селин ван Дуйн.